# Baby Huey
Baby Huey, född James Thomas Ramsey 17 augusti 1944 i Richmond, Indiana, död 28 oktober 1970 i Chicago, Illinois, var en amerikansk sångare. Han var en av Chicagos mest populära soul- och funkartister i slutet av 1960-talet och frontman för bandet Baby Huey & The Babysitters.
Baby Huey bildade tiomannabandet The Babysitters 1963 och deras första singel Messin' With the Kid blev en lokal hit. 
1969 fick legenden Curtis Mayfield upp ögonen och öronen för The Babysitters och såg till att de fick ett kontrakt med hans bolag Curtom. Deras första singel hos Mayfield blev hans egen Mighty Mighty som spelades in live.
Tidigt 1970 spelade man in debutalbumet The Baby Huey Story: Living Legend. Curtis Mayfield själv producerade och Donnie Hathaway arbetade med arrangemangen. Albumet rankas högt bland funkfantaster. Låten Hard Times har samplats ett flertal gånger.
Albumets släpptes 1971 men Baby Huey själv fick aldrig uppleva albumdebuten. Hans svaga hjärta klarade inte av hans drogmissbruk. Han avled 28 oktober 1970 av en drogrelaterad hjärtattack på ett hotellrum i Chicago.
The Babysitters värvade en ny vokalist, den 18-åriga Chaka Khan och fortsatte under namnet Goliath fram till 1972 då bandet splittrades och Chaka Khan gick vidare till andra projekt.

## Diskografi

### Album
- The Baby Huey Story: The Living Legend (1971)

### Singlar
- "Listen to Me" (Curtom CR 1962)

### Samlingar
- "Hard Times" on Shaolin Soul
- "Listen to Me" on Kurtis Blow Presents the History of Rap, Vol. 1: The Genesis (1997, Rhino Records).